# Залізнична сільська рада (Панкрушихинський район)
Залізни́чна сільська рада (рос. Железнодорожный сельский совет) — сільське поселення у складі Панкрушихинського району Алтайського краю Росії.
Адміністративний центр — селище Березовський.

## Населення
Населення — 441 особа (2019; 708 в 2010, 888 у 2002).

## Склад
До складу сільської ради входять:
| Населений пункт      | Населення, осіб (2002) | Населення, осіб (2010) |
| -------------------- | ---------------------- | ---------------------- |
| Березовський, селище | 534                    | 466                    |
| Нафтобаза, селище    | 39                     | 0                      |
| Панкрушиха, селище   | 315                    | 242                    |